# Мануель Лаго-Гонсалес
Мануе́ль Ла́го-Гонса́лес (ісп. Manuel Lago González; 25 жовтня 1865 — 18 березня 1925) — архієпископ Компостельський (1923—1925). Народився в Туї, Іспанія. Священик Туйської діоцезії (1888—1909). Єпископ Осмійський (1909—1917) і Туйський (1917—1923). Сенатор від Бургоської (1914—1915) і Сантьяго-де-Компостельської архідіоцезій (1918). Письменник, галійсійський поет. Помер у Сантьяго-де-Компостелі, Іспанія.

## Біографія
- 25 жовтня 1865: народився у Рандуфе, Туй, Іспанія.
- 26 травня 1888: у віці 22 років прийняв таїнство священства; став священиком Туйської діоцезії[2].
- 25 серпня 1909: у віці 43 років призначений єпископом Осмійським[2].
- 3 квітня 1910: у віці 44 років висвячений на єпископа Осмійського[2].
- 4 травня 1917: у віці 51 року призначений єпископом Туйським[2].
- 24 липня 1923: у віці 57 років призначений архієпископом Компостельським[2].
- 18 березня 1925: у віці 59 років помер у Сантьяго-де-Компостелі, Іспанія.[2].